# 黒川知文
黒川 知文（くろかわ ともぶみ、1954年11月12日 - ） は、日本の宗教史学者、聖書キリスト教会の牧師。東京基督教大学教授、愛知教育大学教授を経て、中央学院大学教授、愛知教育大学名誉教授。賀川豊彦記念松沢資料館館長、南山大学大学院講師、東京外国語大学講師、慶應義塾大学講師、東京神学校教授。専門は西洋史、宗教史。

## 来歴
香川県小豆島生まれ。1978年東京外国語大学外国語学部ロシア語学科卒業、1980年イスラエル政府奨学生としてヘブライ大学に留学。1980年東京外国語大学大学院地域研究科修士課程修了を経て、1983年一橋大学大学院社会学研究科博士後期課程単位修得、1984年イェール大学大学院博士課程単位修得を経て、1995年東京大学大学院人文科学研究科博士課程宗教学宗教史学専攻修了。博士（文学）。1995年大畠記念学術研究奨励賞受賞。2001年10月に聖書キリスト教会の会長牧師尾山令仁から按手礼を受け、聖書キリスト教会の牧師となる。2002年日本宗教学会評議員。
大学1年生の時に教授原卓也の講義で分離派（古儀式派）とニーコン改革について聞いた。プーシキン、ツルゲーネフにもこの語が登場した。マルクス主義によるロシア研究が盛んな当時において、宗教的にとらえたウラジーミル・ロースキイの『ロシア民族の性格』は、プロテスタントの黒川にも興味深いものであった。3年生の時にキリスト者平和交流委員会（CPEC）の呼びかけにより、ロシア正教会に招待され、キエフ府主教らと会った。ソ連の役人の同行付であった。大学の卒業論文は「ロシア正教史研究-ニーコン改革と分離派教徒」である。一橋大学では阿部謹也の指導を受け、博士課程単位取得論文は「革命期のウクライナ社会 : 1919年のポグロムと民衆」。

## 著書
- 『西洋史とキリスト教 ローマ帝国からフランス革命まで』教文館、2010年。ISBN 4764269287。
- 『ロシア・キリスト教史 土着と服従と復活』教文館、1999年。ISBN 4764265478。
- 『ユダヤ人迫害史 繁栄と迫害とメシア運動』教文館、1997年。ISBN 4764265354。
- 『ロシア社会とユダヤ人 1881年ポグロムを中心に』ヨルダン社、1996年。ISBN 4842802170。
- 『ロシア社会とユダヤ人1881年ポグロムを中心に』 第2刷 ヨルダン社、2003年。ISBN 4842802170
- 『内村鑑三と再臨運動』新教出版社、2012年 ISBN 9784400310501。
- 『歴史観とキリスト教』新教出版社、2013年 ISBN 9784400310419。
- 『日本史におけるキリスト教宣教』教文館、2014年 ISBN 9784764269873。
- 『ユダヤ人の歴史と思想』ヨベル、2018年 ISBN 9784907486785。
- 『マックス・ヴェーバーの生涯と学問』ヨベル、2021年 ISBN 9784909871404。

### 共著
- 『一神教文明からの問いかけ』東大駒場連続講義、講談社、2003年。ISBN 4062113732。
- 『ユダヤ学のすべて』新書館、1999年。ISBN 4403250424。
- 『歴史のなかの地域』岩波書店、1990年。ISBN 4000040480。
- 『人々がつなぐ世界史』ミネルヴァ書房、2019年 ISBN 9784623086368。

## 批判
黒川の博士論文をもとにした『ロシア社会とユダヤ人』は、ロシア史・ユダヤ人史研究者の高尾千津子から厳しく批判されている。本書は1881年のポグロムとその背景にある帝政ロシア社会の反ユダヤ主義を扱ったものである。彼女によれば、本書の中心となる議論にはマイケル・アロンソン（I. Michael Aronson）の先行研究（黒川は参考文献に入れているのみ）と著しい類似があるにもかかわらず、黒川はいずれの文献にも特に言及していない。また本書の参考文献リスト（西欧語・ロシア語のもの）は、表記や扱いの誤りを含めてアロンソンの研究書と掲載順に至るまで極めて酷似している。以上について高尾は「これでは剽窃行為と疑われてもいたしかたない」と評している。
これに対して黒川は、自身の研究の一部はI.M.アロンソンより3年早く論文として発表されており、その結論の一部がアロンソンの結論と類似したものにすぎず、「剽窃」とした高尾の指摘は「重大な事実誤認に基づくものであり、到底、受け入れることはできない」と結論している。黒川によれば、自身はアロンソンとは異なり、独自の統計的分析による方法と、現地調査によって収集した同時代の地図やロシア正教会の史料によって研究しているので、高尾による批判は一方的な見解であるとしている。